# SO Cholet
Stade Olympique Choletais là một câu lạc bộ bóng đá Pháp được thành lập vào năm 1913. Câu lạc bộ có trụ sở tại Cholet, Pays de la Loire và chơi tại sân vận động Omnisports, có sức chứa 9000 khán giả.

## Đội hình hiện tại
Tính đến 15 tháng 8 năm 2023
Ghi chú: Quốc kỳ chỉ đội tuyển quốc gia được xác định rõ trong điều lệ tư cách FIFA. Các cầu thủ có thể giữ hơn một quốc tịch ngoài FIFA.
| Số | VT | Quốc gia    | Cầu thủ             |
| -- | -- | ----------- | ------------------- |
| 1  | TM | Pháp        | Dan Delaunay        |
| 2  | TV | Sénégal     | Amidou Diop         |
| 4  | HV | Pháp        | Djessine Seba       |
| 5  | TV | Pháp        | Bogdan Zekovic      |
| 6  | TV | Pháp        | Tom Renaud          |
| 7  | TĐ | Pháp        | Makan Sidibé        |
| 8  | TV | Pháp        | Frédéric Injaï      |
| 9  | TĐ | Pháp        | Andgelo Mosset      |
| 10 | TĐ | Algérie     | Oussama Abdeldjelil |
| 11 | TĐ | Bờ Biển Ngà | Moudja Sié Ouattara |
| 12 | TĐ | Gambia      | Yankuba Jarju       |
| 13 | HV | Pháp        | Samuel Guibert      |
| 14 | TV | Pháp        | Mohamed Cissé       |
| 15 | HV | Pháp        | Nathan Monzango     |
| 17 | HV | Pháp        | Alexandre Gameiro   |

| Số | VT | Quốc gia   | Cầu thủ                                  |
| -- | -- | ---------- | ---------------------------------------- |
| 18 | TĐ | Sénégal    | Babou Seye                               |
| 19 | TV | Pháp       | Sacha Botton                             |
| 20 | HV | Mauritanie | Abdoulkader Thiam                        |
| 21 | TV | Tunisia    | Tijani Belaid                            |
| 22 | HV | Pháp       | Yamadou Fofana                           |
| 23 | HV | Haiti      | Martin Expérience                        |
| 24 | TV | Mauritanie | Adama Diop                               |
| 25 | TV | Pháp       | Jordan Robinand (cho mượn từ Strasbourg) |
| 26 | TV | Pháp       | Stacy Misiatu                            |
| 27 | HV | Pháp       | Ismaël Dramé                             |
| 28 | TĐ | Pháp       | Moussa Diaby                             |
| 29 | HV | Pháp       | Jason Ngouabi Lougagui                   |
| 30 | TM | Pháp       | Yves Ingrand                             |
| 35 | TĐ | Pháp       | Jeffrey Quarshie                         |
| 37 | TV | Pháp       | Kamal Bafounta                           |
| 40 | TM | Sénégal    | Ousmane Ba (cho mượn từ Metz)            |

## Nhân sự

### Chủ tịch
- Benjamin Erisoglu

### Huân luyện viên trưởng
- Romain Revelli [3]

### Huấn luyện viên thể chất
- David Augereau

## liên kết ngoài
- Trang web chính thức của SO Cholet (tiếng Pháp)